# RR Donnelley
R.R. Donnelley & Sons Company (RRD) ist ein US-amerikanisches Unternehmen mit Firmensitz in Chicago, Illinois.
R.R. Donnelley & Sons Company ist im Verlagswesen tätig. Im Verlag werden beispielsweise Bücher, Kataloge, Dokumente und Magazine gedruckt. RR Donnelley ist im Aktienindex S&P 500 gelistet. Das Unternehmen wird von (CEO) Tom Quinlan geleitet. Gegründet wurde das Unternehmen 1864 unter dem Firmennamen R.R. Donnelley & Sons durch Richard Robert Donnelley, dessen Sohn Reuben H. Donnelley den Verlag fortführte. Die Sparte Kartographie wurde in den späten 1980er in ein eigenständiges Unternehmen Geosystems ausgegliedert; Geoysystems wurde später zu MapQuest, das zum US-amerikanischen Unternehmen Time Warner gehört.
In den 1990er- und 2000er-Jahren erwarb RR Donnelley verschiedene Unternehmen. Im Februar 2004 fusionierte das Unternehmen mit Moore Wallace Incorporation. 2007 wurden das indische Unternehmen OfficeTiger und der Verlag Banta Corporation erworben.
RR Donnelley betreibt eine eigene Logistiksparte zum nationalen und internationalen Versand von Post und Gütern.
2015 übernahmen sie Dover Publications bei Übernahme der Courier Corporation für 261 Mio. Dollar.
Am 29. November 2021 wurde bekannt, dass Chatham Asset Management, LLC, ein Vermögensverwalter aus Chatham (New Jersey), R.R. Donnelley & Sons Company übernehmen will und bot 10,85 US-Dollar je RRD-Aktie.
Die Übernahme wurde am 28. Februar 2022 vollzogen.